# Loretta Braxton
Loretta Marion Murray Braxton (Winston-Salem, Carolina do Norte, 19 de janeiro de 1934 – 19 de fevereiro de 2019) foi uma matemática estadunidense, que chefiou o departamento de matemática da Virginia State University por muitos anos.

## Formação
Depois de ser oradora na Atkins High School estudou matemática na Virginia Union University, uma universidade historicamente negra em Richmond (Virgínia), e se formou magna cum laude em 1955.
Com este diploma, retornou à Atkins High School como professora de matemática e também lecionou no ensino médio em Norfolk (Virgínia).

## Graduação e carreira acadêmica
Em 1962 obteve um mestrado em matemática pela Universidade de Illinois em Urbana-Champaign e assumiu o cargo de instrutora de matemática no Virginia State College, que mais tarde se tornou a Virginia State University.
Enquanto continuava na Virginia State obteve um doutorado em educação, especializando-se em educação matemática, na Universidade da Virgínia em 1973. Sua tese foi The Effects of Instruction in Sentential Logic on the Growth of the Logical Thinking Abilities of Junior High School Students.